# John William Douglas
John William Douglas ( nació el 15 de noviembre de 1814- murió el 28 de julio de 1905), fue un entomólogo inglés, cuyo ámbito de interés eran los macrolepidópteros.
Nació en el 1814 en Putney. Mientras trabajaba en Kew Gardens se interesó por los insectos y publicó numerosos artículos y libros sobre entomología. Su obra más importante fue The Natural History of the Tineina, en colaboración con el alemán Philipp Christoph Zeller, el inglés Henry Tibbats Stainton y el suizo Heinrich Frey. La Historia Natural de la Tineina apareció en ediciones inglesa, francesa, alemana y latina. Aunque su principal interés eran los lepidópteros, Douglas fue coautor de la obra British Hemiptera Vol.1. Hemiptera-Heteroptera (1865). Fue presidente de la Royal Entomological Society (1860-61) y editor de The Entomologist's Monthly Magazine. Douglas fue un gran promotor de la entomología, especialmente entre los jóvenes. Murió en 1905 en Garlesden.
El entomólogo Edward Newman incorporó en su obra The insect hunters (1857) a Douglas.

## Obras
- The World of Insects. London, 1856.
- con J Scott. The British Hemiptera. (Vol. I, Ray. Soc. London, 1865)
- con HT Stainton, PC Zeller, JW Douglas and Frey, H The Natural History of the Tineina 13 volumes, 2000 pages English French, German and Latin editions. (adiciones de texto, sinonimias y traducciones de Alexander Henry Haliday).1855-1873

## Colecciones
La colección: John William Douglas’ British Coleoptera and Hemiptera British Macrolepidoptera and Microlepidoptera se encuentra en el Natural History Museum, Londres.